# Anelpistus canadensis
Anelpistus canadensis är en skalbaggsart som beskrevs av Mank 1942. Anelpistus canadensis ingår i släktet Anelpistus och familjen dubbelklobaggar. Inga underarter finns listade i Catalogue of Life.